# Leucopogon rufus
Leucopogon rufus är en ljungväxtart som beskrevs av John Lindley. Leucopogon rufus ingår i släktet Leucopogon och familjen ljungväxter. Inga underarter finns listade i Catalogue of Life.